# Lingura
Lingura è un comune della Moldavia situato nel distretto di Cantemir, di 1.612 abitanti al censimento del 2004.

## Località
Il comune è formato dall'insieme delle seguenti località: (popolazione 2004)
- Lingura (1.284 abitanti)
- Crăciun (322 abitanti)
- Popovca (6 abitanti)